# Mahjong

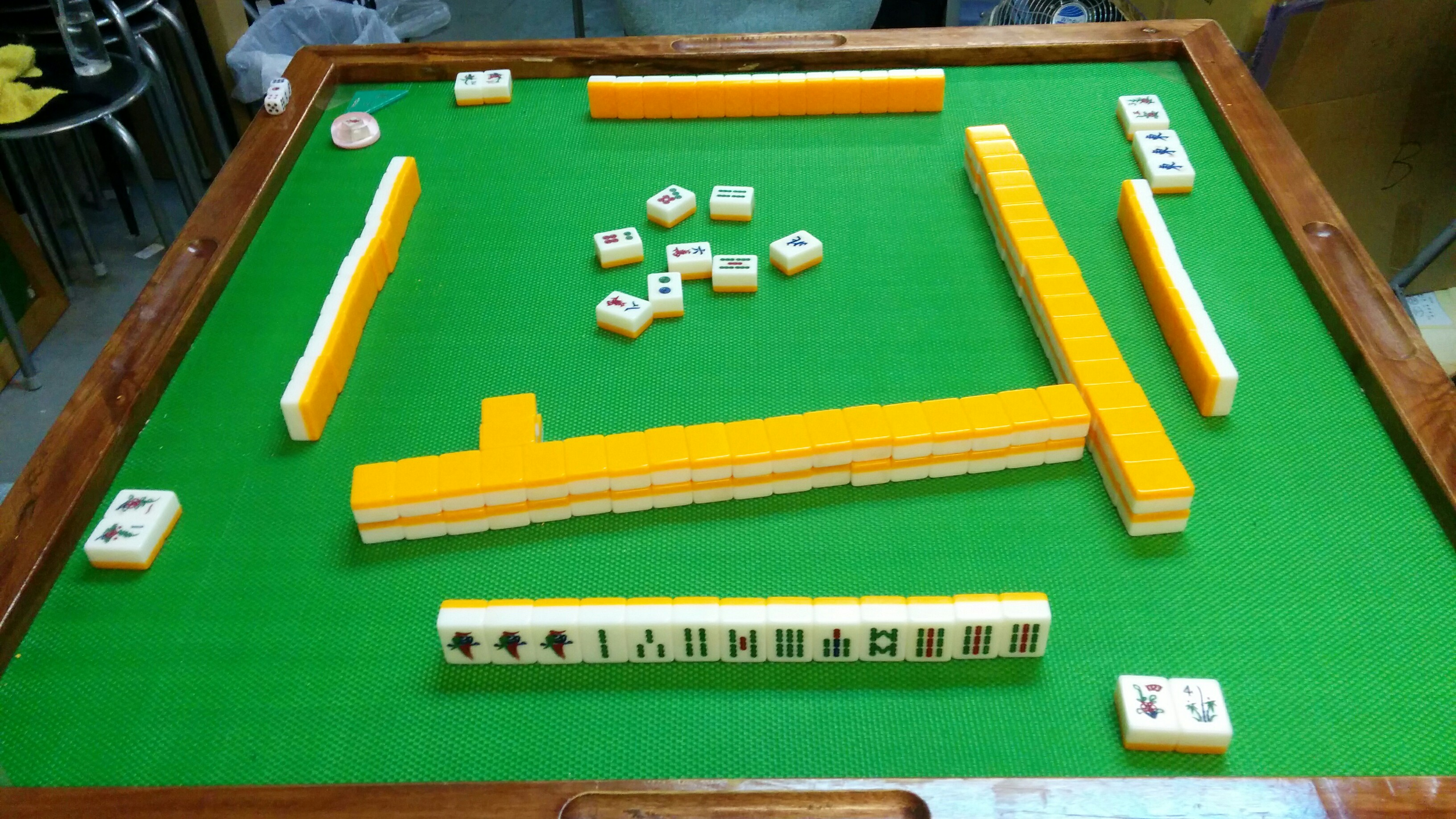
Um jogo de mahjong em andamento

Mahjong (mah jongg, majiang, majongue, majong, ma-jong) é um jogo de mesa de origem chinesa que foi exportado, a partir de 1920, para o resto do mundo e principalmente para o ocidente. É composto de 144 peças, chamadas comumente de “pedras”. São elas:
- 36 pedras do naipe “Círculo” (Ponto, Tong Zi Pai 筒子牌)

- 36 pedras do naipe “Bambu” (Cabo, Suo Zi Pai 索子牌)

- 36 pedras do naipe “Caractere” (Miríade, 10 mil, Wan Zi Pai 萬子牌)

- 16 pedras de Vento “Leste” (Dong 東), “Sul” (Nan 南), “Oeste” (Xi 西), “Norte” (Bei 北)

- 12 pedras dos Três Dragões “Centro Vermelho” (hong zhong 紅中), “Obter Fortuna” (Fa Cai, 發財) e “Pedra Branca” (Bai Ban 白板)

- 4 pedras de flores 1 “Ameixa” (Mei 梅), 2 “Orquídea” (Lan 兰), 3 “Crisântemo” (Ju 菊) e 4 “Bambu” (Zhu 竹)

- 4 pedras de estações 1 “Primavera” (Chun 春), 2 “Verão” (Xia 夏), 3 “Outono” (Qiu 秋) e 4 “Inverno” (Dong 冬)

Excetuando as pedras de flores e estações, que não se repetem, existem quatro cópias de cada pedra.
As pedras dos três naipes (Círculo, Bambu e Caracteres) estão numerados de forma análoga de 1 a 9. Em relação aos ventos existem quatro: Leste, Sul, Oeste e Norte. Também existem três Dragões: Centro, Branco e Fortuna. Todas as pedras perfazem um total de 9 x 3 + 4 + 3 = 34 pedras distintas, que se repetem quatro vezes. Somando as quatro estações e as quatro flores obtemos 34 x 4 + 4 + 4 = 144 pedras.
Um jogo ocidental que muito se assemelha ao Mahjong é o Rummy e também a Canastra (Buraco), ao que se trata de fazer conjuntos de pedras, como uma sequência de três pedras do mesmo naipe, três ou quatro pedras iguais. As flores e as estações que dão pontos extras não são utilizadas em todas as versões do jogo.

## História
Segundo parece, o Mahjong moderno é descendente de um antigo oráculo que há milênios era consultado pelos adivinhos chineses. Quando seus astrônomos começaram a registrar as progressões do Sol, da Lua e dos planetas utilizavam um tabuleiro de adivinhações para prever a posição dos corpos celestes. Os movimentos destes astros no céu era registrado movendo os contadores pelas casas do tabuleiro. Este é possivelmente a origem de muitos jogos difundidos, como o Pachisi e o Mahjong. Precisamente neste último são verificados sinais desta origem de oráculo, como a inversão dos pontos cardeais (já que se trata de uma representação dos céus e não terrestre) e a divisão de treze pedras, que representam os meses do calendário lunar.
A palavra Mahjong é a transcrição livre ocidental do nome original Ma Jiang ou Ma Jiang Pai, onde Pai significa pedra, peça. Seu antecessor recebia o nome de “Jogo das folhas em tiras” porque as fichas eram feitas de papel, semelhante ao baralho comum. De todo modo, a história do Mahjong é obscura e existem vários jogos antecedentes pouco documentados.
Um jogo mais ou menos similar ao que jogamos hoje foi inventado na Dinastia Tang, durante o reinado do imperador Tai Zong (626 - 649), para diversão da casa imperial e dos nobres.
Em toda a Ásia o Mahjong adquiriu enorme popularidade, de modo que muitos países o consideram como jogo nacional; existem variantes japonesa, coreana, vietnamita, filipina, e é normal que quaisquer festas, celebrações e até mesmo negócios importantes acabem em algumas partidas de Mahjong. Também devemos nos lembrar que existe uma variante israelita.
Com o tempo foram-se abandonando as cartas de papel com que se jogavam nos primórdios, começando a serem fabricadas peças de marfim ou osso, todas elas sobre o bambu, e as mais modernas de baquelita ou plástico, que são relativamente baratas e duradouras. Existem jogos de Mahjong que são verdadeiras obras de arte.

## Características e Objetivos

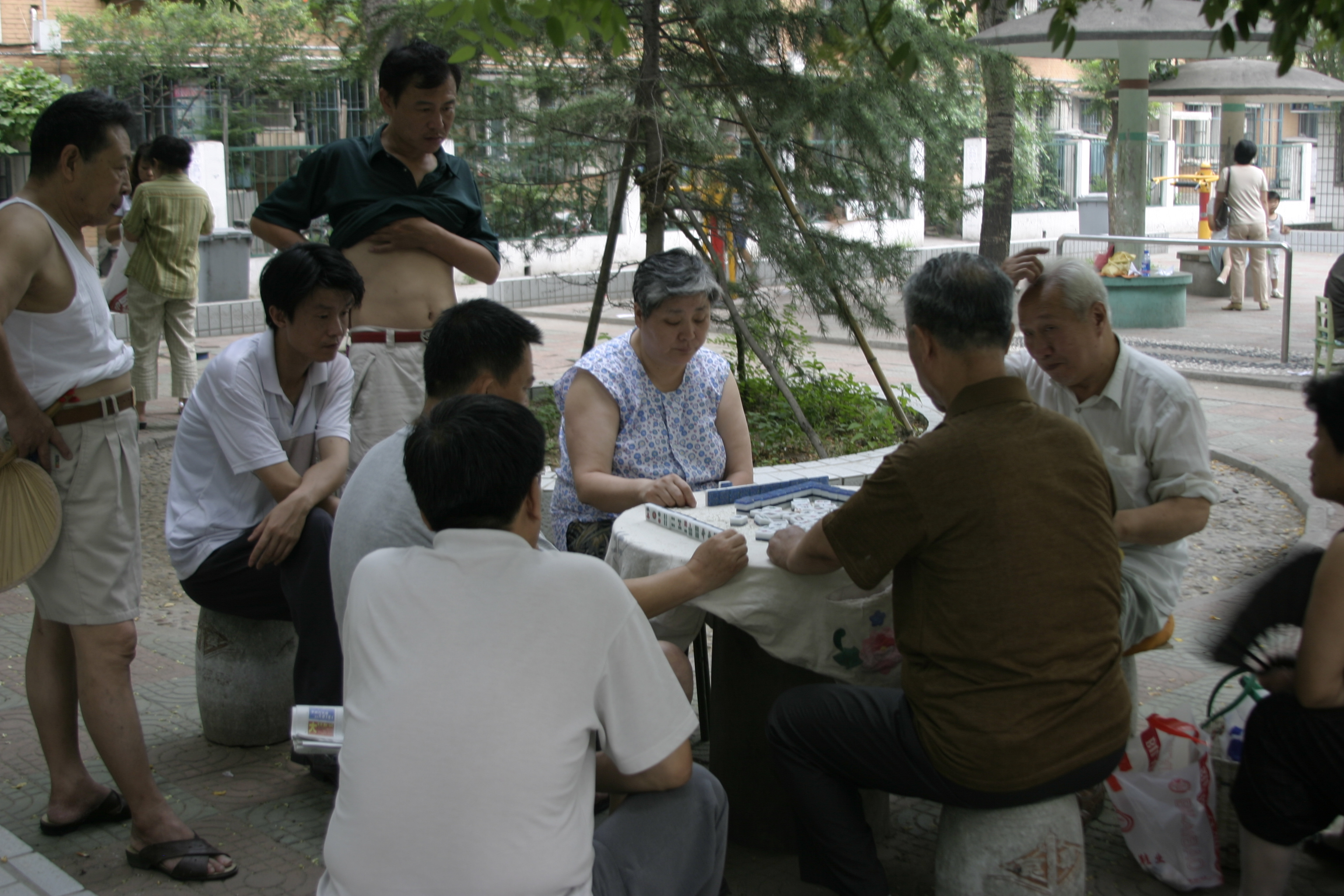
Cidadãos de Pequim jogando mahjong ao ar livre.

Trata-se de um jogo para quatro jogadores. Esta é a regra geral, apesar de se poder jogar com dois ou três jogadores, perde-se um pouco do interesse que se pode tirar. Assim, sempre que falarmos estaremos a supor que jogam quatro jogadores.
Entre as vantagens do Mahjong que contribuíram para sua popularidade são a facilidade para jogar: em duas ou três partidas aprende-se as regras básicas; a sociabilização entre os jogadores, que podem conversar tranquilamente enquanto jogam; adaptabilidade e flexibilidade do jogo, que podem ter suas regras pré estabelecidas conjuntamente entre os quatro jogadores, que podem tornar o jogo mais fácil ou difícil, dependendo do grau de experiência ou inexperiência dos jogadores; e que um jogo completo de Mahjong, devido ao material de que é feito, dura a vida toda.
Cada jogador participa de maneira individual, não havendo regras para que o jogo se faça em duplas. O jogo se desenvolve em partidas sucessivas, de modo que em cada uma somente um jogador pode ganhar. Sempre que é finalizada a partida (fração do jogo total) o ganhador recebe pontos dos perdedores. Ao final faz-se uma contagem de pontos para se determinar a situação de cada um. Apesar de que o aponte pode ser feito em um papel à parte, o mais interessante é utilizar-se de pedras próprias para o Mahjong, que serão descritas mais adiante.

## Desenvolvimento do Jogo

### Equipamento necessário

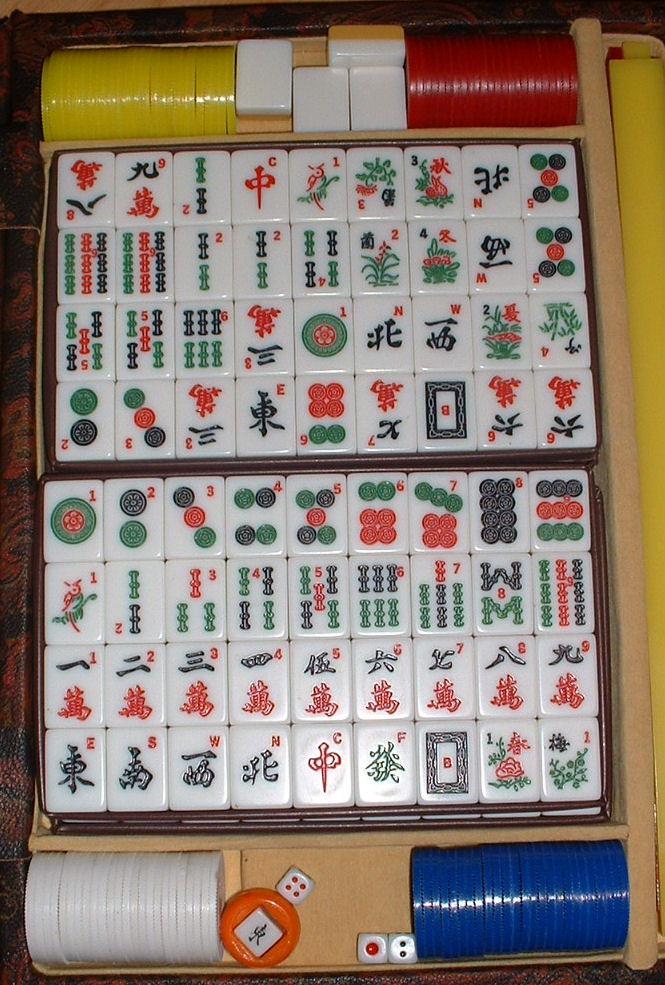
Equipamento básico: Pedras, fichas de contagem e dados

É imprescindível possuir um jogo completo de Mahjong. Se contarmos com outros elementos, a partida será muito mais agradável, embora seja possível jogar sem eles.Sempre que possível, podemos contar com suporte para segurar as pedras (um para cada jogador), um conjunto de fichas especiais de contagem, dois dados, quatro discos com símbolos dos quatro ventos para mostra a cada momento qual é o vento da partida. Os suportes, os dados, as fichas de contagem e os discos com símbolos dos quatro ventos às vezes são inclusos com o jogo de peças.

### Sorteio dos jogadores
Assim que os jogadores se sentam, sorteia-se para que cada jogador seja nomeado um vento, que segue a ordem Leste-Sul-Oeste-Norte, rodando em sentido anti-horário. Assim que é decidido quem será o leste, os outros sentam se da seguinte forma: a sua direita senta-se o Sul, à esquerda o Norte e a sua frente o Oeste. Para determinar qual jogador será o vento Leste, jogam-se dois dados comuns. O que obtiver maior pontuação será o Leste. Da mesma forma fazem os outros jogadores até que todas as posições sejam escolhidas.

### A rodada
Antes do início do jogo deve-se construir um “muro” de quatro paredes iguais, cada uma com 18 pedras de comprimento (se não for utilizar as flores e estações, 17 pedras) por 2 pedras de altura, todas viradas para baixo.
Cada um dos quatro jogadores tomará dois dados comuns e os lançará; aquele que conseguir a maior pontuação será o “Vento Leste”. Este mesmo jogador volta a jogar os dados, e começando pelo seu próprio muro conta em sentido anti-horário até que complete a contagem do número que foi tirado; a partir deste lado será “quebrado o muro” O Leste inicia pegando os 2 primeiros pares de pedra, o Sul os 2 pares seguintes, depois o Oeste mais 2 e assim em sentido anti-horário até que todos tenham pego 12 pedras. Por fim, o Leste pega mais um par de pedras e o restante, na ordem, pega apenas 1. No final, o Leste deve estar com 14 pedras e os demais, com 13 pedras.
Após a distribuição, se a mãos contém pedras de flores e estações, elas devem ser imediatamente expostas na mesa, na frente do jogador que as tirou e substituídas por novas pedras compradas do muro.

### Número de Rodadas
Chamaremos de Rodada cada uma das fases no qual se embaralham, repartem as pedras e que termina quando algum jogador acaba por vencer. Durante a rodada haverá dois ventos que a afetam, o “vento da rodada" e o “vento do jogador”, se chama de “vento do jogador” o vento que representa a posição do jogador; o primeiro grupo de rodadas tem como vento da rodada o Leste. Esta posição vai rodando durante todo o jogo, e começa pelo Leste, seguindo pelo Sul, Oeste e finalmente por Norte. Até que o vento leste passe por todos os jogadores “vento da rodada” não mudará, sendo o Leste. A continuação começaria com o vento Sul, e assim sucessivamente. Com isso, temos o seguinte esquema provisório:
| Rodada | Vento da Rodada |
| ------ | --------------- |
| 1      | Leste           |
| 2      | Leste           |
| 3      | Leste           |
| 4      | Leste           |
| 5      | Sul             |
| 6      | Sul             |
| 7      | Sul             |
| 8      | Sul             |
| 9      | Oeste           |
| 10     | Oeste           |
| 11     | Oeste           |
| 12     | Oeste           |
| 13     | Norte           |
| 14     | Norte           |
| 15     | Norte           |
| 16     | Norte           |

Ser o jogador do Vento Leste é importante na marcação dos pontos, já que ele paga e recebe em dobro, como será mostrado mais tarde em PONTUAÇÃO além do jogador Leste sempre começa descartando. Cada vez que alguém vence, o vento muda de jogador no sentido anti-horário, o jogador que era o leste se torna o Norte e o jogador Sul vira o Leste, o Oeste vira o Sul e o Norte Vira o Oeste. O vento da Rodada muda quando todos os jogadores jogam com o Leste.
Seguindo o esquema provisório, haveria 16 rodadas de quatro ventos em cada partida de mahjong. Isto não é de todo correto, já que se o jogador que tiver com o Leste ganha o jogo, ele continua sendo o jogador Leste na próxima rodada, e assim tantas vezes quanto for necessário, porque o vento da rodada pode durar mais de quatro rodadas. Um esquema real deve então considerar quem ganhou cada partida:
| Rodada | Vento da Rodada | Ganhador |
| ------ | --------------- | -------- |
| 1      | Leste           | Norte    |
| 2      | Leste           | Sul      |
| 3      | Leste           | Leste    |
| 4      | Leste           | Leste    |
| 5      | Leste           | Oeste    |
| 6      | Leste           | Norte    |
| 7      | Sul             | Norte    |
| 8      | Sul             | Oeste    |
| 9      | Sul             | Leste    |
| 10     | Sul             | Norte    |
| 11     | Sul             | Sul      |
| 12     | Oeste           | Oeste    |
| 13     | Oeste           | Oeste    |
| 14     | Oeste           | Sul      |
| 15     | Oeste           | Norte    |
| 16     | Norte           | Leste    |
| 17     | Norte           | Leste    |
| 18     | Norte           | Leste    |
| 19     | Norte           | Leste    |
| 20     | Norte           | Sul      |
| 21     | Norte           | Norte    |
| 22     | Norte           | Norte    |
| 23     | Norte           | Leste    |
| 24     | Norte           | Oeste    |

Cada vez que o Jogador Leste vence, o vento da Rodada fica uma rodada a mais.
Chamaremos de Partida o conjunto de 16 rodada, no mínimo de 4 ventos. Quando se decide jogar Mahjong devem-se completar todas as rodadas que correspondem à partida para que todos os jogadores desfrutem das mesmas vantagens.

## O jogo
O objetivo do jogo é ser o primeiro a formar 4 combinações mais 1 par de pedras. Uma combinação pode ser:
- Chi ou Chow: Sequência de 3 pedras (qualquer naipe)
- Pong ou Pung: Uma trinca (três pedras iguais), podendo ser de um dos naipes, vento ou elemento)
- Kang ou Kong: Uma quadra (quatro pedras iguais), podendo ser de qualquer naipe, vento ou elemento)

Exemplo:
- 7, 8 e 9 Caracteres  (Chi)

- 3 x 9 Bambu  (Pong)

- 3 x Vento Oeste  (Pong)
- 4 x fortuna Verde  (Kang)

- 2 x Vento Sul  (o par que completa a mão)

O Leste, que está com 14 pedras na mão, inicia o jogo descartando uma pedra. O mahjong é do estilo compra/descarta, como muitos jogos de baralho (pif paf, tranca, buraco). O jogo segue a ordem dos jogadores em sentido anti-horário e a compra de pedras no sentido horário do muro neste ritmo: compra do muro e descarte, a menos que alguém descarte uma pedra que complete uma trinca ou quadra de outro jogador. Neste caso, o jogador pega a pedra descartada, deita a combinação formada mostrando-a a todos e descarta uma pedra, continuando o jogo a partir da posição dele.
Existem regras para pegar uma pedra descartada, usadas na maioria das variantes do mahjong:
- é obrigatório que a pedra seja usada para formar uma combinação (sequência, trinca ou quadra – chamadas no jogo de chow, pong e kang). A combinação formada deve ser IMEDIATAMENTE baixada na mesa para que todos a vejam. Ela deve permanecer assim até o final da rodada e nenhuma das pedras pode ser reutilizada em outra combinação.
As pedras descartadas anteriormente não podem ser utilizadas:
- Para pegar uma pedra descartada para formar um chi, ela deve ter sido descartada pelo jogador à direita. É o mesmo que dizer que só se pode pegar uma pedra descartada para formar um chow na sua vez de jogar

- Para formar um pong, qualquer jogador pode pegá-la, independente de quem a descartou.

- Para formar um kang, o jogador deve ter 3 pedras iguais na mão, ou seja, caso tenha um pong na mesa, ele não poderá pegar uma pedra descartada para completar um kang. Quando o jogador forma um kang, ele deve abri-lo na mesa e pegar mais uma pedra do muro pois senão ele não conseguiria formar as 4 combinações mais 1 par para ganhar o jogo

Se uma pedra descartada for "disputada" pelos jogadores, tem preferência àquele que vai fazer Mahjong, ou senão o que vai formar um pong ou kang. Se mais de um jogador pedir a pedra para formar um pong ou kang, pega aquele que está mais próximo da sua vez de jogar. O Mahjong é para ser jogado na calma, sem pressa. Iniciantes acostumados com alguns jogos de baralho tendem a tentar pegar a pedra descartada a mais rápida possível, esquecendo esta regra.
Se um jogador tiver 4 pedras iguais na mão (um kang), ele poderá baixá-la na mesa. Algumas variantes de mahjong determinam que o kang deve ser baixado na mesa virado para cima para que todos vejam, mas diferenciando o que foi completado de descarte e o que foi completado de compra do muro, pois o segundo geralmente vale mais pontos. Em outras variantes, o kang deve ser baixado totalmente virado para baixo, escondendo o valor das pedras. Se o jogador baixar o kong na mesa, ele deverá comprar uma pedra do muro imediatamente para que possa completar 4 combinações mais 1 par.
É importante dizer que se um jogador tiver 4 pedras iguais na mão, ele não é obrigado a baixá-los e formar um kang.
Ex: Se o jogador tiver na mão       é preferível que ele não baixe o kong pois tem na mão um pong    e um chi   .
Se as pedras do muro acabarem (excetuando as “14 últimas”, que são as ultimas catorze peças que não são utilizadas no jogo) sem que ninguém tenha conseguido formar as 4 combinações e 1 par, a rodada é considerada como empatada e uma nova é iniciada. Algumas regras determinam que a rodada deve ser repetida.

## Fichas de Contagem
Tradicionalmente, o jogo de mahjong vem com fichas específicas de contagem, que são retângulos compridos com pequenos círculos pintados, sendo que cada tipo corresponde a um valor (semelhante a cédulas de dinheiro):
- Cinco pontos vermelhos: 500 pontos
- Um ponto vermelho: 100 pontos
- Dez pontos pretos: 10 pontos
- Dois pontos pretos: 2 pontos

No início de cada jogo, cada jogador recebe 2 peças de 500 pontos, 9 peças de 100 pontos, 8 peças de 10 pontos e 10 peças de 2 pontos, perfazendo um total de 2000 pontos para cada jogador. Ao término de cada partida os pagamentos são feitos utilizando essas fichas.<

## Pontuação
Quando um jogador vence, ele deve contabilizar os pontos e o valor resultante será pago por todos os 3 jogadores perdedores. Sendo que no Caso do jogador leste vencer, todos devem pagar o valor resultante em dobro, caso o jogador leste perca, o jogador leste deve pagar o dobro ao jogador vencedor.

### Grupos Expostos
- Chi: Zero pontos
- Pong:

Nos. 2 a 8 inclusive, de qualquer naipe: 2 pontos
Nos. 1 e 9, Ventos e Dragões: 4 pontos
- Kang

Nos. 2 a 8 inclusive, de qualquer naipe: 8 pontos
Nos. 1e 9, Ventos e Dragões :16 pontos

### Grupos Ocultos
- Pong

Nos. 2 a 8 inclusive, de qualquer naipe:4 pontos
Nos. 1 e 9, Ventos e Dragões :8 pontos
- Kang

Nos. 2 a 8 inclusive, de qualquer naipe :16 pontos
Nos. 1 e 9, Ventos e Dragões :32 pontos
- Par de Dragão, par do vento do próprio jogador ou da rodada: 2 pontos

### Bônus para quem vence
- Vencer: 20 pontos
- Não ter pontos na mão: 10 pontos
- Bater com pedra comprada do muro: 2 pontos
- Bater com a única pedra possível: 2 pontos
- Não ter chis na mão: 10 pontos

### Dobres
- Pong ou Kang de dragão, vento do próprio jogador ou da rodada:1 Dobre.
- Por vencer comprando a última pedra: 1 Dobre.
- Por vencer comprando uma pedra do muro morto, depois de declarar uma quadra: 1 Dobre.
- Um só naipe mais Ventos ou Dragões: 1 Dobre.
- Mão composta apenas de uns, noves, Ventos ou Dragões: 1 Dobre.
- Apenas um naipe: 3 Dobres.
- Todas de Ventos e Dragões: 3 Dobres.
- Mão composta apenas de uns e noves: 3 Dobres.

### Mãos-Limite
Mah Jong de mão Limite.
- Por completar Mah Jong com a primeira pedra descartada pelo Jogador Leste no início do jogo -Limite.
- Nove Portais: Jogo de apenas um naipe, composto de um pong de uns, um pong de noves, uma pedra de cada das outras e um par de qualquer delas - Limite. Exemplo: 111 2345678 999 + 7
- Grupos das 3 Dragões e qualquer Sequência e Par - Limite.
- Grupos de todos os Ventos e qualquer Par - Limite.
- Quatro Pongs Ocultos : quarto grupos de pongs ocultos (nenhum comprado do descarte) e qualquer par - Limite.
- Os 13 Órfãos : Jogo de apenas uma pedra de uns e noves de cada naipe, mais cada um dos quatro ventos e três dragões e um par de qualquer uma delas. Exemplo: 1 e 9 de círculo, 1 e 9 de bambu, 1 e 9 de caracteres, leste, sul, oeste, norte, vermelho, verde e branco + 9 de bambu.
- Mão Verde : Mão formada somente de 2, 3, 4, 6, 8 e Dragão Verde. Exemplo: 234 234 666 88 de bambu mais um pong de Dragão Verde.

## Leis de Pontuação para Estações e/ou Flores
- Cada Estação e/ou Flor vale 4 pontos.
- A posse da própria Estação e/ou Flor vale 1 Dobre.
- Uma sequência de 4 Estações ou 4 Flores vale 3 Dobres.

NOTA – Um limite de 500 pontos é recomendado.
versão nova do orkut para o mahjong
Um jogador descartando uma pedra de um naipe do qual outro jogador tenha 9 ou mais do mesmo naipe expostas, deve pagar a sua perda e a de todos os outros jogadores se o seu descarte resultar em batida do segundo jogador.
Um jogador que descarte um Dragão ou Vento quando outro jogador possuir 3 grupos expostos de Dragões ou Ventos, deve pagar a perda de todos se a pedra descartada resultar em batida do segundo permitindo-o vencer com três Dobres .